# Сена-Сен-Дені
Сена-Сен-Дені (фр. Seine-Saint-Denis фр. вимова: [sɛn  sɛ̃ d(ə)ni]) — невеликий за площею, але густонаселений департамент на півночі центральної частини Франції, один з департаментів регіону Іль-де-Франс.
Порядковий номер 93. Адміністративний центр — Бобіньї. Населення 1,383 млн чоловік (7-е місце серед департаментів, дані 1999 р.).

## Географія
Площа території 236 км².
Департамент, розташований безпосередньо на сході і північному сході від Парижа, включає 3 округи, 40 кантонів і 40 комун.

## Історія
Департамент Сена-Сен-Дені був утворений 1 січня 1968 р. і включив частини території колишніх департаментів Сена і Сена і Уаза.

## Склад
Департамент включає в себе 3 округи:
| Округ    | Площа, км² | Населення, осіб | Рік  | Адміністративний центр | Кількість кантонів | Кількість муніципалітетів |
| -------- | ---------- | --------------- | ---- | ---------------------- | ------------------ | ------------------------- |
| Бобіньї  | 66,00      | 529 237         | 1999 | Бобіньї                | 17                 | 15                        |
| Ренсі    | 123,00     | 506 374         | 1999 | Ле-Ренсі               | 13                 | 16                        |
| Сен-Дені | 47,00      | 347 250         | 1999 | Сен-Дені               | 10                 | 9                         |

## Населені пункти
Найбільші населені пункти округу з населенням понад 10 тисяч осіб:
| Муніципалітет     | Населення, осіб | Рік  | Округ    |
| ----------------- | --------------- | ---- | -------- |
| Монтрей           | 102097          | 2007 | Бобіньї  |
| Сен-Дені          | 100800          | 2007 | Сен-Дені |
| Ольне-су-Буа      | 82513           | 2007 | Ренсі    |
| Обервільє         | 73699           | 2007 | Сен-Дені |
| Дрансі            | 65843           | 2007 | Бобіньї  |
| Нуазі-ле-Гран     | 62529           | 2007 | Ренсі    |
| Пантен            | 53577           | 2006 | Бобіньї  |
| Бонді             | 53311           | 2006 | Бобіньї  |
| Епіне-сюр-Сен     | 52020           | 2007 | Сен-Дені |
| Севран            | 51110           | 2007 | Ренсі    |
| Ле-Блан-Меніль    | 50910           | 2007 | Ренсі    |
| Бобіньї           | 48196           | 2007 | Бобіньї  |
| Сент-Уан          | 43954           | 2007 | Сен-Дені |
| Ліврі-Гарган      | 41893           | 2007 | Ренсі    |
| Роні-су-Буа       | 41421           | 2008 | Бобіньї  |
| Нуазі-ле-Сек      | 38802           | 2007 | Бобіньї  |
| Ганьї             | 37729           | 2006 | Ренсі    |
| Ла-Курнев         | 37228           | 2007 | Сен-Дені |
| Вільпент          | 35444           | 2007 | Ренсі    |
| Трамбле-ан-Франс  | 35340           | 2006 | Ренсі    |
| Стен              | 34663           | 2007 | Сен-Дені |
| Баньоле           | 34069           | 2006 | Бобіньї  |
| Неї-сюр-Марн      | 33352           | 2006 | Ренсі    |
| Кліші-су-Буа      | 29674           | 2007 | Ренсі    |
| П'єррфітт-сюр-Сен | 28338           | 2007 | Сен-Дені |
| Вільмомбль        | 28283           | 2007 | Бобіньї  |
| Монфермей         | 25824           | 2007 | Ренсі    |
| Роменвіль         | 25199           | 2006 | Бобіньї  |
| Ле-Ліла           | 22071           | 2006 | Бобіньї  |
| Ле-Павійон-су-Буа | 20204           | 2006 | Бобіньї  |
| Неї-Плезанс       | 19952           | 2006 | Ренсі    |
| Ле-Пре-Сен-Жерве  | 17240           | 2006 | Бобіньї  |
| Ле-Ренсі          | 13981           | 2007 | Ренсі    |
| Ле-Бурже          | 12961           | 2007 | Бобіньї  |
| Вільтанез         | 11887           | 2006 | Сен-Дені |
| Дюньї             | 10603           | 2006 | Бобіньї  |